# Rock stock & too smoking the pillows
『Rock stock & too smoking the pillows』（ロック・ストック・アンド・トゥー・スモーキング・ザ・ピロウズ）とはロックバンド、the pillowsの2枚目のベスト・アルバム。

## 概要
本作のタイトルは1998年に公開されたイギリス映画『ロック、ストック&トゥー・スモーキング・バレルズ』のもじりである。2009年でバンド結成20周年を迎えたthe pillowsの音源リリース・ライブ企画『LATE BLOOMER SERIES』の第3弾としてリリースされた。avex trax移籍後の楽曲、過去の楽曲の再録、新曲の他、キングレコード時代の代表曲である「Ride on shooting star」及び「ハイブリッドレインボウ」で構成されている。なおiTunesではレコード会社の著作権管理の関係上、このアルバムから上記2曲が抜かれた状態で販売されている。
初回限定版は本作の収録曲の1つである「1989」のPVを収録したDVD、バスター君ステッカー、2009年9月16日に開催される日本武道館公演の応募抽選・先行予約パスワード、3作連動キャンペーン応募券を封入。
オリコンチャートで自己最高位を更新。アルバムとしては初のベスト10入りとなった。

## 収録曲
全作詞・作曲：山中さわお
1. 1989
初出：新曲
2. サリバンになりたい (Rock Stock Version)
初出：再録／オリジナル版は『WHITE INCARNATION』（1992年5月21日）に収録。
3. New Animal
初出：シングル （2008年5月28日）／『PIED PIPER』（2008年6月25日）
4. スケアクロウ
初出：シングル （2007年4月4日）／『Wake up! Wake up! Wake up!』（2007年5月2日）
5. プロポーズ
初出：『Wake up! Wake up! Wake up!』（2007年5月2日）
6. Ride on shooting star
初出：シングル （2000年4月26日）／『Fool on the planet』（2001年2月7日）
7. Mr. Droopy
初出：シングル『New Animal』c/w（2008年5月28日）／初収録
8. Ladybird girl
初出：シングル （2007年8月15日）／『PIED PIPER』（2008年6月25日）
9. Tokyo Bambi
初出：シングル （2008年1月30日）／『PIED PIPER』（2008年6月25日）
10. Funny Bunny (Rock Stock Version)
初出：再録／オリジナル版は『HAPPY BIVOUAC』（1999年12月2日）に収録。アニメ『SKET DANCE』第17話ではエンディングテーマとして使用された。
11. ONE LIFE (Rock Stock Version)
初出：再録／オリジナル版はシングル（1997年6月28日）に収録。
12. ハイブリッド レインボウ
初出：シングル （1997年11月21日）／『LITTLE BUSTERS』（1998年2月21日）
13. ストレンジ カメレオン (Rock Stock Version)
初出：再録／オリジナル版はシングル（1996年6月21日）及び『Please Mr.Lostman』（1997年1月22日）に収録。
14. Swanky Street (Rock Stock Version)
初出：再録／オリジナル版はシングル（1996年8月21日）及び『Please Mr.Lostman』（1997年1月22日）に収録。